# Pedaliodes loca
Pedaliodes loca är en fjärilsart som beskrevs av Otto Staudinger 1894. Pedaliodes loca ingår i släktet Pedaliodes och familjen praktfjärilar. Inga underarter finns listade i Catalogue of Life.